# Marijino svetišče na Vejni
Marijino svetišče na Vejni (ital.: Tempio nazionale a Maria Madre e Regina), uradno: Narodni hram Marije matere in kraljice, je rimskokatoliška cerkev severno od Trsta.
Svetišče, ki ga Tržačani zaradi trikotne oblike imenujejo formaggino »sirček«, ali pa »likalnik«, se nahaja na kraškem robu v bližini Kontovela, na vrhu griča Vejna (330 mnm), s čudovitim razgledom na Trst, celotni Tržaški zaliv in še dlje.

## Zgodovina
Načrte za svetišče je po skici tedanjega tržaškega in koprskega škofa Antonia Santina izdelal  gradbeni inženir Antonio Guacci. Škof in kasnejši nadškof se je namreč med drugo svetovno vojno, natančneje 30. aprila 1945, zaobljubil Mariji, da bo na vrhu hriba dal zgraditi veličastno svetišče njej v čast, če bo mesto Trst ubranila pred popolnim opustošenjem.
Leta 1958 je tedanji papež Pij XII. pozval vso Italijo, naj po naročilu Marije iz Fatime opravijo posvetitev Marijinemu brezmadežnemu srcu. V ta namen je kip Fatimske Marije romal po 92 italijanskih mestih, z zaključkom v Trstu, ko so na Vejni septembra 1959 položili temeljni kamen za novo svetišče.
Gradnja je potekala med letoma 1963 in 1965, škof sam pa je svetišče posvetil 22. maja 1966.
1. maja 1992 je svetišče obiskal papež Janez Pavel II.

## Arhitektura
Arhitekturna zasnova v obliki ponavljajoče piramide naj bi simbolizirala črki A in M iz marijinega monograma, tudi oblike modulov ponavljajočih enakostraničnih trikotnikov v konstrukciji naj bi spominala na božjo popolnost oz. troedinost Boga, njegovega sina in Svetega Duha.
Stavba sama ima obliko na vrhu prirezane piramide iz armiranega betona, nosilna konstrukcija je iz satastih med seboj povezanih trikotnikov, talne plošče so pokrite z marmorjem. Svetišče ima dejansko dva, med seboj ločena bogoslužna prostora, t.i. Zgornjo in Spodnjo cerkev.

### Zgornja cerkev
Zgornja cerkev predstavlja osrednji bogoslužni prostor, s prostornino cca. 40.000 m3, z oltarno mizo in kipom Lurške Matere božje ter ambonom. Na stranskem oltarju s podobo stiliziranega križa iz vitrajev, se nahaja tabernakelj.

#### Cerkvena oprema
Na drugem stranskem oltarju, ki ima obliko trikotnika, se nahaja kip Fatimske Marije s krono, delo kiparja Alberta Barlusa di Braga. 
Cerkvene orgle je leta 1983 izdelala orglarska delavnica Mascioni (opus 1059). Prenosi od tipk igralnikov so mehanski, od vodil registrov na   piščali pa električni.

### Spodnja cerkev
Spodnja cerkev, eno etažo nižje, služi tudi kot zimska kapela. Osrednji bogoslužni prostor s prostornino cca. 1.500 m3 ima sorazmerno nizek raven strop s prečnimi betonskimi traverzami, ki so na obeh stranskih stenah proti spodnjem delu oglato pod kotom zašiljene in nato ravno prehajajo v talno ploskev. 

#### Cerkvena oprema
V bogoslužnem prostoru se nahajajo oltarna miza, stiliziran križ na zadnji steni, tabernakelj in ambon. Glavni oltar je posvečen vsem medvojnim žrtvam, ki niso bile deležne krščanskega pogreba.
Med sedmimi stranskimi oltarji na desni strani je tudi oltar, posvečen slovanskima zavetnikoma sv. Cirilu in Metodu, s podobo slovenskega slikarja Toneta Kralja, pri katerem se vsaj enkrat letno zbirajo Slovenci iz Trsta in okolice. 
Marijino svetišče namreč ne služi kot župnijska cerkev in je s svojim rektorjem podrejeno direktno Tržaški škofiji.

## Dostop
- Iz Trsta in iz smeri Fernetičev je na hitri cesti E 70 (Autostrada A4 Trst-Palmanova) oznaka za svetišče na izvozu za Prosek (Prosecco).
- Urejene in deloma označene pešpoti so od gradu Miramara, z Opčin, od obeliska, pa je speljana t.i. Strada Napoleonica (=Napoleonova cesta).